# Leóns domkyrka
Leóns domkyrka, på spanska känd som Basílica Catedral de la Asunción de León och det officiella namnet Insigne y Real Basílica Catedral de la Asunción de la Bienaventurada Virgen María, är en romersk-katolsk domkyrka belägen i staden Léon i Nicaragua. Kyrkan, som ritades av Diego José de Porres Esquivel, uppfördes under den koloniala eran mellan år 1747 och 1814 och invigdes av påven Pius IX år 1860. Den är i barockstil, men dess torn och fasad är i neoklassisk stil. Tack vare byggnadens kraftiga väggar har den stått emot jordbävningar, Cerro Negros vulkanutbrott och krig.

## Ett världsarv
1995 sattes katedralen uppsatt på Nicaraguas förhandslista (tentativa lista) över planerade världsarvsnomineringar. och 28 juni 2011 fick kyrkan världsarvsstatus.